# Le Rideau noir (film)
Pour plus de détails, voir Fiche technique et Distribution.
Le Rideau noir est un court métrage muet français réalisé par Albert Capellani, sorti en 1911.

## Fiche technique
- Titre : Le Rideau noir
- Réalisation : Albert Capellani
- Scénario : René Berton
- Photographie :
- Montage :
- Producteur :
- Société de production : Société cinématographique des auteurs et gens de lettres (S.C.A.G.L.)
- Société de distribution :  Pathé Frères
- Pays d'origine :  France
- Langue : film muet avec les intertitres en français
- Métrage : 250 mètres
- Format : Noir et blanc — 35 mm — 1,33:1 —  Muet
- Genre : Film dramatique
- Durée : 8 minutes 20
- Dates de sortie :
  -  France : 2 juin 1911

## Distribution
- Jacques Grétillat : Claude Frémont, le mari
- Paul Capellani : Christian Marnie, le vagabond
- Germaine Dermoz : Lucienne Frémont, la femme
- Germaine Béral
- Paul Franck
- Paul Polthy